# Hồ Kẻ Gỗ
Hồ Kẻ Gỗ (Công trình Thủy lợi Kẻ Gỗ) là một hồ nước nhân tạo tại xã Cẩm Mỹ, huyện Cẩm Xuyên, tỉnh Hà Tĩnh. Kẻ Gỗ là hồ lớn nhất ở Hà Tĩnh.
Hồ Kẻ Gỗ là một công trình nhân tạo mang tính chất phục vụ thủy lợi là chính, hồ được xây dựng trên lưu vực của sông Rào Cái. Hồ được khởi công xây dựng từ năm 1976 tới năm 1980 thì hoàn thành các hạng mục chính, đến năm 1983 thì toàn bộ hệ thống được đưa vào sử dụng. Hồ nằm giữa các sườn đồi, núi thuộc huyện Cẩm Xuyên, tỉnh Hà Tĩnh, cách thành phố Vinh 70 km về phía nam. Hồ dài gần 30 km, gồm 1 đập chính và 3 đập phụ với sức chứa hơn 300 triệu m³ nước. Hồ Kẻ Gỗ đầu tiên do các nhà quy hoạch người Pháp thiết kế và bắt đầu thi công một số hạng mục thì chiến tranh thế giới thứ hai và sau đó là chiến tranh Đông Dương nổ ra nên bị bỏ dở. Cho mãi đến khi đất nước thống nhất các nhà thiết kế thủy lợi Việt nam mới hoàn chỉnh thiết kế và thi công.
Nhạc sĩ Nguyễn Văn Tý đã sáng tác bài hát Người đi xây hồ Kẻ Gỗ để nói về quá trình xây dựng hồ.